# Trận chiến biển Bismarck
Trận chiến Biển Bismarck (2 tháng 3 năm 1943 - 4 tháng 3, 1943) là một trận đánh diễn ra tại Mặt trận Tây Nam Thái Bình Dương trong Chiến tranh thế giới thứ hai. Trong suốt ba ngày diễn ra trận đánh, các máy bay thuộc Không lực 5 Không quân Hoa Kỳ và Không quân Hoàng gia Úc (RAAF) đã tấn công các đoàn tàu chuyển quân của Nhật Bản, đang trên đường đến Lae, New Guinea. Kết quả là phần lớn các tàu Nhật bị đánh chìm và hàng nghìn quân tăng viện Nhật đã bỏ xác trên đường đi.
Tháng 12 năm 1942, Bộ tổng chỉ huy Lục quân Nhật quyết định tăng viện cho chiến trường Tây Nam Thái Bình Dương. Theo kế hoạch, 6.900 lính Nhật sẽ được đưa từ căn cứ Rabaul đến Lae. Điều này là vô cùng nguy hiểm vì sức mạnh không quân Đồng Minh trong vùng nhưng buộc phải thực hiện vì nếu không lính Nhật buộc phải hành quân qua các đầm lầy, núi và rừng mà không có đường. Ngày 28 tháng 2 năm 1943, đoàn tàu chuyển vận gồm tám khu trục hạm và tám chuyển vận hạm, yểm trợ bởi 100 máy bay tiêm kích đã bắt đầu xuất phát từ cảng Simpson tại Rabaul.
Đồng Minh đã phát hiện được sự chuẩn bị của quân Nhật, đồng thời các nhân viên giải mã hải quân tại Melbourne (FRUMEL) và Washington, D.C. cũng đã giải mã thành công hành trình và điểm đến của đoàn tàu chuyển vận. Bên cạnh đó, Không quân Đồng Minh cũng tìm ra được phương pháp oanh tạc mới để tăng khả năng thành công. Trong ngày 2 và 3 tháng 3 năm 1943, máy bay liên tục tấn công đoàn tàu và đến ngày 4 tháng 3 có thêm sự tham gia của các ngư lôi đỉnh. Kết quả là cả tám chuyển vận hạm và bốn khu trục hạm Nhật bị đánh chìm. Quân Nhật từ đó không dám đưa quân đến tăng viện cho Lae bằng đường biển nữa và do đó cũng không đủ sức ngăn cản các cuộc tấn công của Đồng Minh tại New Guinea.

## Bối cảnh
Sáu tháng sau cuộc tấn công Trân Châu cảng, Hải quân Hoa Kỳ giành thắng lợi chiến lược tại đảo Midway. Tiếp nối sau đó là chiến thắng tại Guadalcanal vào đầu tháng 2 năm 1943. Cùng lúc đó, quân Mỹ và quân Úc đã đẩy lui quân Nhật trong Chiến dịch Đường mòn Kokoda, rồi sau đó đánh chiếm Buna–Gona, tiêu diệt toàn bộ quân Nhật trong khu vực. Sau thắng lợi này, Đồng Minh đã chiếm được ưu thế nhưng chưa đủ sức quét sạch quân Nhật ra khỏi New Guinea.
Mục tiêu cuối cùng của Đồng Minh tại New Guinea và quần đảo Solomon là đánh chiếm căn cứ Nhật Bản Rabaul tại New Britain, đầu não của các lực lượng Nhật đang hoạt động tại New Guinea và quần đảo Solomon (Chiến dịch Cartwheel), từ đó mở đường tái chiếm Philippines. Nhận thức được điều đó, quân Nhật buộc phải đưa tăng viện đến khu vực này để cản bước tiến của Đồng Minh. Quân Nhật cũng không có dự định rút về phòng ngự mà vẫn muốn tiến công để chiếm trọn New Guinea và quần đảo Solomon. Tuy nhiên giữa Lục quân và Hải quân Nhật đã diễn ra cuộc tranh cãi gay gắt về chiến trường chính khi Lục quân cho rằng New Guinea là quan trọng nhất còn phía Hải quân lại nghiêng về quần đảo Solomon.

## Binh lực và ý đồ tác chiến của các bên

### Nhật Bản

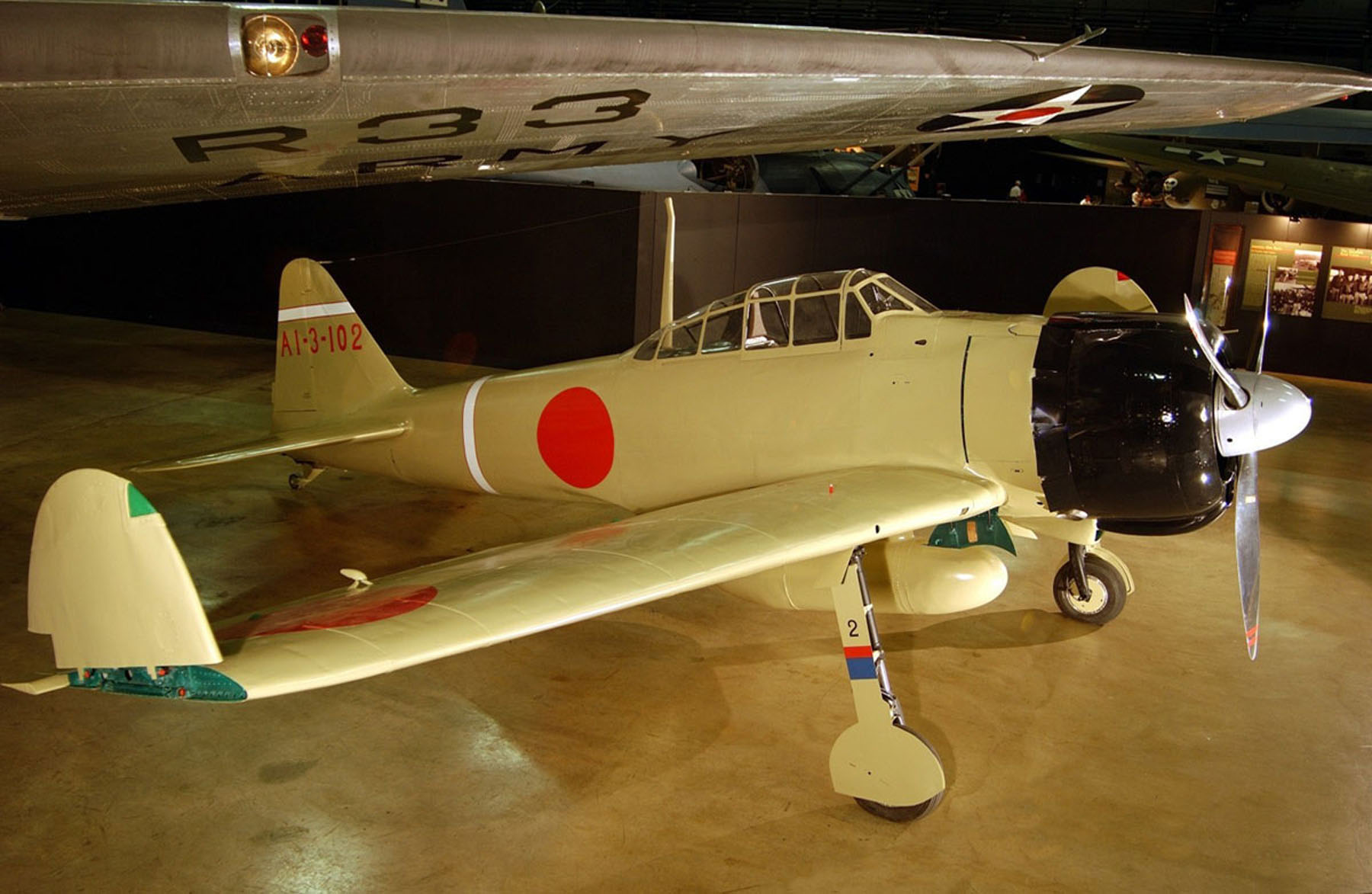
Một chiếc chiến đấu cơ Nhật Bản Mitsubishi A6M Zero, sơn theo màu chiến đấu cơ chỉ huy của hàng không mẫu hạm Zuihō trong Trận chiến biển Bismarck.

Trước diễn biến bất lợi tại Guadalcanal và Buna–Gona vào tháng 12 năm 1942, quân Nhật bị đặt vào tình thế mất cả hai vị trí này. Do đó, Bộ Tổng chỉ huy của Nhật Bản đã quyết định củng cố các vị trí của quân Nhật tại Tây Nam Thái Bình Dương bằng cách đưa Sư đoàn 20 của Trung tướng Jusei Aoki từ Triều Tiên đến Guadalcanal và Sư đoàn 41 của Trung tướng Heisuke Abe từ Trung Quốc đến Rabaul. Trung tướng Hitoshi Imamura, chỉ huy trưởng Phương diện quân 8 tại Rabaul ra lệnh Trung tướng Hatazō Adachi thuộc Quân đoàn 18 bảo vệ Madang, Wewak và Tuluvu tại New Guinea. Ngày 29 tháng 12, Adachi lệnh cho Trung đoàn Bộ binh 102 và các đơn vị khác dưới quyền Thiếu tướng Toru Okabe, người chỉ huy các đơn vị bộ binh của Sư đoàn 51, từ Rabaul đến Lae và đi đường bộ để đánh chiếm Wau. Lae là một thành phố chiến lược chỉ cách Buna khoảng 150 dặm về hướng Tây, ngay trên bờ biển phía bắc, một điểm phòng vệ rất quan trọng cho căn cứ Rabaul. Sau khi có quyết định về việc rút khỏi Guadalcanal từ ngày 4 tháng 1, người Nhật dồn trọng tâm chú ý từ chiến trường Solomon về New Guinea, do đó đã đưa Sư đoàn 20 và 41 đến Wewak.
Ngày 5 tháng 1 năm 1943, đoàn chuyển vận đưa lực lượng của tướng Okabe bắt đầu xuất phát từ Rabaul đến Lae. Bị phát hiện bởi Bộ phận giải mật mã Ultra, đoàn chuyển vận đã bị các máy bay của Không quân Hoa Kỳ (USAAF) và Không quân Hoàng gia Úc (RAAF) tấn công. Mây thấp và các chiến đấu cơ che chở cho đoàn tàu nhưng phía Đồng Minh đã bắn rơi 69 máy bay Nhật trong khi chỉ mất 10. Một chiếc Consolidated PBY Catalina của Không quân Úc đã đánh chìm chuyển vận hạm Nichiryu Maru. Mặc dù các khu trục hạm đã cứu được 739/1.100 lính Nhật trên tàu, toàn bộ thuốc men và vật dụng y tế đã bị mất. Myoko Maru, một chuyển vận hạm khác, bị thương nặng tại Lae sau khi bị tấn công bởi oanh tạc cơ North American B-25 Mitchell đã trôi dạt lên một bãi biển. Phần còn lại của đoàn tàu đến được Lae ngày 7 tháng 1 nhưng lực lượng của Okabe đã bị đánh bại trong Trận Wau.
Phần lớn Sư đoàn 20 đã đến Wewak bằng các chuyển vận hạm tốc độ cao vào ngày 19 tháng 1 năm 1943. Phần còn lại của Sư đoàn 41 đến vào ngày 12 tháng 2. Imamura và Phó Đô đốc Mikawa Gunichi, chỉ huy trưởng Đệ bát Hạm đội, để ra kế hoạch chuyển bộ tổng chỉ huy Quân đoàn XVIII và phần lớn Sư đoàn 51 từ Rabaul đến Lae ngày 3 tháng 3, sau đó tiếp tục đưa lực lượng còn lại của Sư đoàn 20 đến Madang một tuần sau đó. Kế hoạch này xem ra rất nguy hiểm, trước sức mạnh của không quân Đồng Minh trong khu vực này. Ban tham mưu của Quân đoàn XVIII ước lượng rằng 4/10 chuyển vận hạm sẽ bị đánh chìm cộng với mất khoảng 30 đến 40 máy bay. Thành công của chuyến đi này là năm ăn năm thua theo tính toán cuối cùng. Tuy nhiên bù lại, nếu cho lính Nhật đổ bộ lên Madang, đoàn quân này phải di chuyển hơn 230 km (140 dặm) qua các đầm lầy, núi và rừng mà không có đường. Về phía không quân Nhật, hai chiến đội (sentai) khu trục cơ của Hải quân và ba chiến đội khu trục cơ của Lục quân được điều đến bảo vệ đoàn tàu. Phía Hải quân còn đưa thêm 18 chiến đấu cơ thuộc hàng không mẫu hạm Zuihō từ Truk đến Kavieng.

### Đồng Minh
Quân Đồng Minh đã sớm nhận ra các dấu hiệu của đoàn chuyển vận. Các thủy phi cơ chuyên dụng để phát hiện tàu ngầm của Nhật được tung ra để thị sát đã bị phát hiện vào ngày 7 tháng 2. Chỉ huy trưởng lực lượng Không quân Đồng Minh tại khu vực Tây Nam Thái Bình Dương, Trung tướng George Kenney đã ra lệnh tăng cường trinh sát Rabaul. Ngày 14 tháng 2, không ảnh cho thấy 79 chiếc tàu đậu tại cảng, trong đó có 34 thương thuyền và sáu chuyển vận hạm. Điều này cho thấy dấu hiệu một chuyến tăng viện nữa sắp bắt đầu, chỉ có điểm đến là chưa rõ. Ngày 16 tháng 2, nhân viên giải mã hải quân tại Melbourne (FRUMEL) và Washington, D.C. giải mã thành công kế hoạch của quân Nhật sẽ đổ bộ tại Wewak, Madang và Lae. Sau đó, một bức điện khác của Không hạm đội 11 Nhật Bản bị giải mã cho thấy các khu trục hạm và sáu chuyển vận hạm khác sẽ đến Lae khoảng ngày 5 tháng 3. Một báo cáo khác cho thấy đoàn tàu sẽ đến Lae ngày 12 tháng 3. Ngày 22 tháng 2, trinh sát cơ phát hiện 59 tàu chở hàng thương mại tại cảng Rabaul.
Kenney đã đem các bản giải mã trình cho Chỉ huy trưởng Tối cao khu vực Tây Nam Thái Bình Dương, tướng Douglas MacArthur vào ngày 25 tháng 2. Viễn cảnh 6.900 quân Nhật đổ bộ lên Lae khiến MacArthur lo lắng sẽ làm ảnh hưởng đến kế hoạch của mình. Kenney sau đó gửi lệnh cho Chuẩn tướng Ennis Whitehead, chỉ huy trưởng Không lực 5 và các lực lượng không quân Đồng Minh tại New Guinea, bao gồm cả các đơn vị Không quân Úc, dưới quyền Chuẩn tướng Không quân Joe Hewitt.
Kenney báo cho Whitehead về kế hoạch của đoàn chuyển vận, ngày dự tính và cảnh báo khả năng quân Nhật sẽ cho không kích mở đường. Ông cũng đề nghị cắt giảm số giờ bay để có thể tập trung một lực lượng lớn tấn công đoàn chuyển vận và đòi Whitehead điều càng nhiều máy bay càng tốt đến sân bay tại Dobodura, nơi mà không bị ảnh hưởng bởi thời tiết thất thường của dãy núi Owen Stanley. Kenney bay đến cảng Moresby ngày 26 tháng 2 và gặp Whitehead ở đó. Hai vị tướng đã đi thị sát các chiến đấu cơ và oanh tạc cơ và đi đến quyết định tấn công đoàn chuyển vận tại eo biển Vitiaz. Kenney trở về Brisbane ngày 28 tháng 2.
Để chuẩn bị cho cuộc tấn công này, Đồng Minh cũng đã phát triển chiến thuật oanh tạc mới. Tại mặt trận Tây Nam Thái Bình Dương, các cuộc ném bom chiến lược là bất khả thi bởi vì các trung tâm công nghiệp Nhật Bản đều nằm ngoài tầm bay tối đa của các oanh tạc cơ chiến lược lớn nhất, với các căn cứ tại Úc và New Guinea. Do đó, nhiệm vụ chính của các oanh tạc cơ Đồng Minh trong khu vực là cắt đứt đường tiếp vận của quân Nhật, đặc biệt là trên biển. Tuy nhiên trong suốt tháng 1, 416 phi vụ của không quân Đồng Minh đổi lại vỏn vẹn hai tàu Nhật bị chìm và ba chiếc bị hư hại. Điều này cho thấy chiến thuật tấn công cần phải thay đổi. Đại tá Bill Garing, sĩ quan tham mưu không quân Úc dưới quyền Kenney với những kinh nghiệm chiến đấu có được từ Châu Âu, kiến nghị rằng nếu muốn tiêu diệt đoàn chuyển vận hạm Nhật, các máy bay phải tấn công nó từ nhiều hướng và nhiều cao độ.

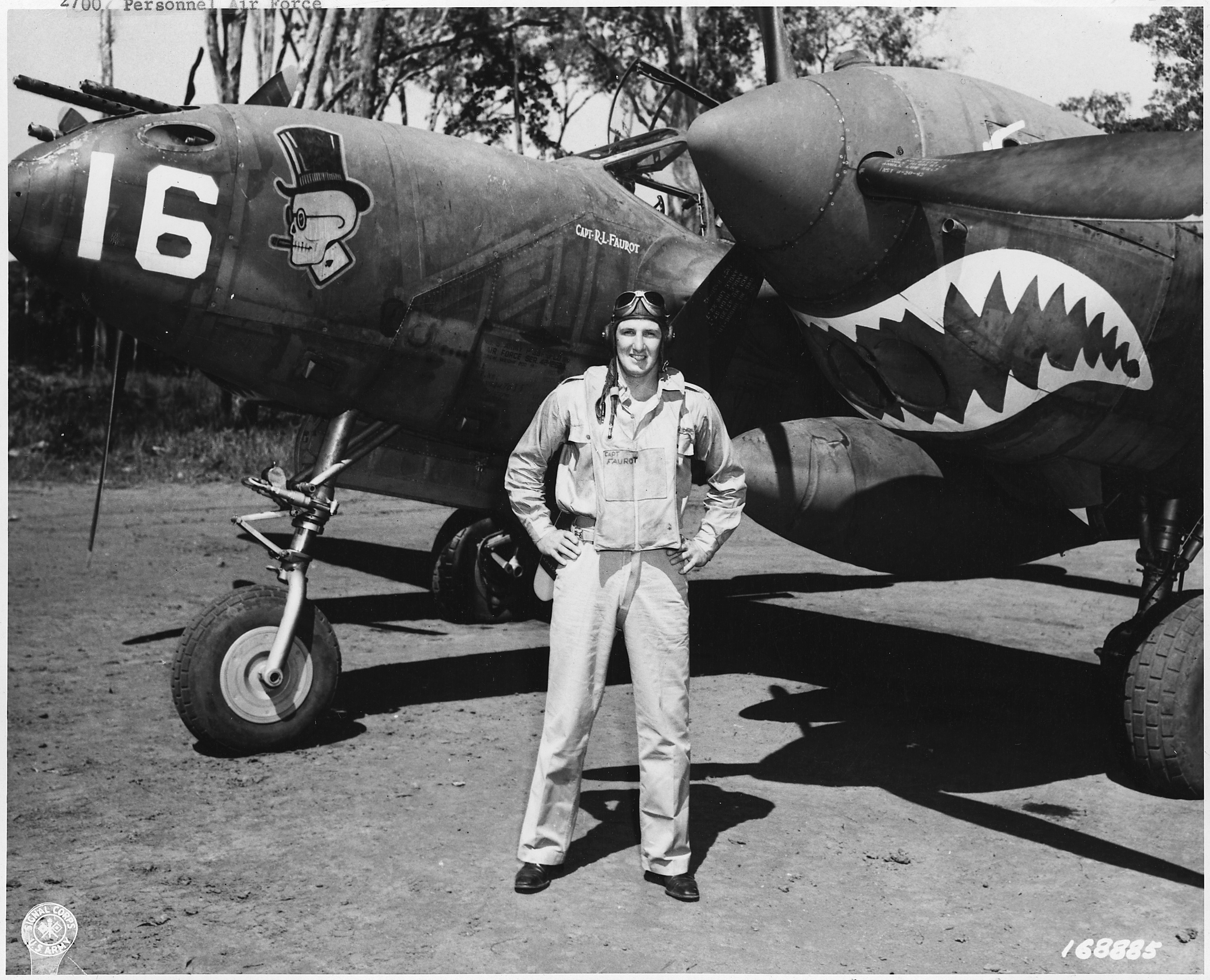
Đại uý Robert L. Faurot thuộc Phi đoàn Chiến đấu cơ 39 đang đứng trước chiếc Lockheed P-38 Lightning của ông. Ông bị bắn hạ bởi chiến đấu cơ Nhật Bản trong Trận chiến biển Bismarck.

Thiếu tá Paul I. "Pappy" Gunn và đơn vị bảo trì dưới quyền tại Townsville, Queensland đã cho gắn thêm bốn khẩu súng máy.50-ich (12,7 mm) vào mũi các oanh tạc cơ hạng nhẹ Douglas A-20 Havoc vào tháng 9 năm 1942. Hai bình xăng phụ 450-US-gallon (1.700 l; 370 imp gal) được bổ sung để mở rộng tầm bay. Tháng 12 năm 1942, một nỗ lực tương tự đã được thực hiện để cải tiến các oanh tạc cơ hạng trung B-25 trở thành phi cơ chuyên diệt thương thuyền, tuy nhiên điều này là khó khăn hơn. Mũi của chiếc máy bay sau khi cải tiến quá nặng dù đã gắn thêm đồ dằn bằng chì lên đuôi và độ giật của những khẩu súng máy khi khai hoả đủ làm văng các đinh tán trên bề mặt máy bay. Súng máy ở đuôi và ở bụng cũng không được sử dụng nữa do chúng không có tác dụng gì ở tấn công tầm thấp. Quan trọng nhất là sự thay đổi trong chiến thuật: sử dụng B-25 tấn công các tàu Nhật bằng phương pháp oanh tạc nhảy.
Tháng 2 năm 1942, Không quân Úc bắt đầu thử nghiệm chiến thuật "oanh tạc nhảy", một chiến thuật chống tàu chiến được sử dụng bởi Anh và Đức. Chiếc oanh tạc cơ sẽ bay tầm thấp và thả bom xuống mặt nước, quả bom sẽ rơi xuống mặt nước, nhảy lên và chạm vào cạnh sườn chiếc tàu rồi phát nổ. Những phương thức tránh né cổ điển của các tàu Nhật đều tỏ ra vô hiệu với chiến thuật "oanh tạc nhảy" này. Một phương pháp khác tương tự là oanh tạc ở tầm cực thấp. Oanh tạc cơ sẽ bay ở cao độ thấp, khoảng 61–150 m với vận tốc 426–433 km/giờ, sau đó sẽ từ từ hạ cao độ, xuống chỉ còn 3 đến 4,6 m khi cách mục tiêu 550 m. Cuối cùng, oanh tạc cơ sẽ thả bom ở vị trí khi cách mục tiêu vào khoảng 270 m, nhắm vào cạnh sườn chiếc tàu. Trong trận chiến tại Biển Bismarck, cả hai chiến thuật này đều được áp dụng thành công. Ngoài ra hai chiến thuật này cũng không loại trừ nhau: một oanh tạc cơ có thể thực hiện "oanh tạc nhảy" lần đầu với hai quả bom và sau đó sử dụng oanh tạc thấp ở lần thứ hai. Việc luyện tập đã được tiến hành bằng cách sử dụng SS Pruth, một chiếc tàu thủy đã bị mắc cạn năm 1923.
Không lực 5 có hai liên đoàn oanh tạc cơ hạng nặng. Liên đoàn 43 được trang bị 55 oanh tạc cơ Boeing B-17 Flying Fortress. Phần lớn số này đã tham gia chiến đấu liên tục trong sáu tháng trước đó và đang được bảo trì. Liên đoàn 90 mới đến được trang bị oanh tạc cơ Consolidated B-24 Liberator cũng gặp vấn đề về bảo trì. Hai liên đoàn oanh tạc cơ hang trung 38 và 22 lần lượt được trang bị oanh tạc cơ B-25 Mitchell và Martin B-26 Marauder lại bị mất 2/4 phi đoàn điều đến mặt trận Nam Thái Bình Dương, hai phi đoàn còn lại tổn thất quá lớn nên phải trở về Úc để tái trang bị. Về oanh tạc cơ hạng nhẹ, Liên đoàn 3 Cường kích được trang bị kiểu Douglas A-20 Havoc và B-25 Mitchell thiếu hụt nghiêm trọng cả máy bay và tổ lái. Vì vậy, các tổ lái người Úc đã được bổ sung vào liên đoàn này, đảm nhiệm các vị trí, trừ các vị trí chỉ huy trưởng. Tại khu vực cảng Moresby, Phi đoàn 30 Không quân Hoàng gia Úc, được trang bị các máy bay Bristol Beaufighter đã đến đây vào tháng 9 năm 1942. Cả máy bay và phi đoàn đều thích hợp cho việc tấn công tầm thấp. Ngoài các oanh tạc cơ, cảng Moresby còn có hai không đoàn 35 và 49 chiến đấu cơ, trang bị các kiểu chiến đấu cơ Bell P-400, Curtiss P-40 Warhawk và Lockheed P-38 Lightning nhưng chỉ có P-38 là thích hợp cho các phi vụ hộ tống tầm xa.

## Diễn biến

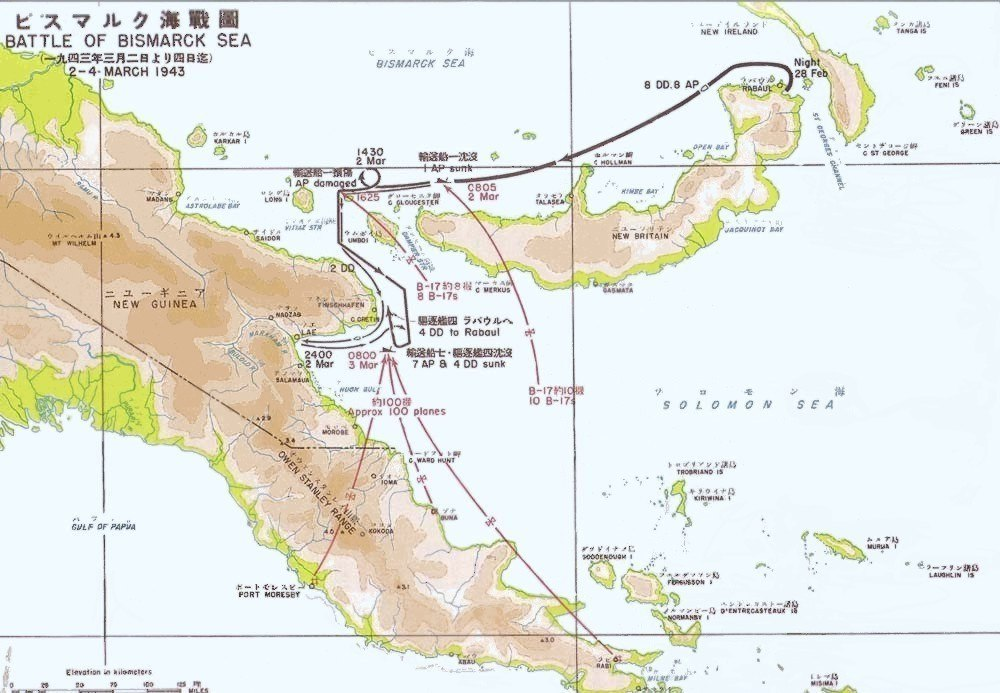
Đường đi của các tàu Nhật (màu đen) và các cuộc không kích của Đồng Minh (đỏ) trong suốt trận đánh

### Những cuộc tấn công đầu tiên
Ngày 28 tháng 2 năm 1943, đoàn tàu chuyển vận Nhật gồm tám khu trục hạm và tám chuyển vận hạm, yểm trợ bởi 100 chiến đấu cơ đã xuất phát từ cảng Simpson tại Rabaul. Trong suốt tháng 1, lộ trình các đoàn tàu Nhật Bản là đi sát bờ biển phía nam New Britain. Điều này giúp cho không quân yểm trợ dễ dàng hơn nhờ gần các sân bay nhưng bù lại không quân Đồng Minh khi tấn công đoàn tàu sẽ cùng lúc có thể tấn công cả các sân bay. Trong chuyến đi này, đoạn hải trình được chọn là dọc bờ biển phía bắc, nhằm đánh lạc hướng Đồng Minh về vị trí đoàn tàu sẽ đến là Madang. Ngoài ra, nếu không quân Đồng Minh tấn công, các máy bay sẽ phải bay ngang New Britain và bị các máy bay Nhật đón chặn. Tuy nhiên đoạn cuối hải trình sẽ là vô cùng nguy hiểm do phải đi qua khu vực bị hạn chế là eo Vitiaz. Người Nhật đặt tên mã cho đoàn tàu là "Chiến dịch 81."
Số lính Nhật được đưa lên các khu trục hạm là 958 người và các chuyển vận hạm là 5.954 người. Chỉ huy trưởng Quân đoàn XVIII – Trung tướng Hatazō Adachi – đi trên khu trục hạm Tokitsukaze, trong khi Trung tướng Hidemitsu Nakano - sư đoàn trưởng Sư đoàn 51 là khu trục hạm Yukikaze. Chỉ huy đoàn tàu hộ tống – Chuẩn Đô đốc Kimura Masatomi thuộc Hải đội Khu trục hạm số 3 – kì hạm là chiếc khu trục hạm Shirayuki. Năm chiếc khu trục hạm còn lại là Arashio, Asashio, Asagumo, Shikinami và Uranami. Tổng cộng có bảy chuyển vận hạm Lục quân: Aiyo Maru (2.716 tấn), Kembu Maru (950 tấn), Kyokusei Maru (5.493 tấn), Oigawa Maru (6.494 tấn), Sin-ai Maru (3.793), Taimei Maru (2.883 tấn) và Teiyo Maru (6.870 tấn); một chuyển vận hạm của Hải quân Nojima (8.125 tấn). Các tàu này đều vận chuyển lính, vũ khí, thuốc men và đạn dược, trừ chiếc Kembu Maru mang 1.000 thùng xăng máy bay và 650 thùng nhiên liệu các loại khác.
Đoàn chuyển vận hạm di chuyển với tốc độ rất chậm chỉ khoảng 7 hải lý/giờ (13 km/giờ) và không bị phát hiện do ảnh hưởng của trận bão gần khu vực Solomon và biển Bismarck từ ngày 27 tháng 2 đến 1 tháng 3. Tuy nhiên vào lúc ba giờ chiều ngày 1 tháng 3, một chiếc B-24 trong khi bay trinh sát đã phát hiện đoàn tàu. Sau đó, tám chiếc B-17 đã được điều đến xem xét nhưng không phát hiện được đoàn tàu.
Rạng sáng ngày 2 tháng 3, sáu oanh tạc cơ Úc RAAF A-20 Bostons đã tấn công Lae để giảm thiểu khả năng yểm trợ của nó đối với đoàn tàu Nhật Bản. Vào khoảng 10 giờ sáng, một chiếc B-24 Liberator khác đã phát hiện ra đoàn tàu. Tám chiếc B-17 cất cánh tấn công và sau đó một tiếng có 20 chiếc nữa nhập cuộc. Các oanh tạc cơ tấn công đoàn tàu bằng những quả bom 450 kg (1.000 lb) từ độ cao 5.000 ft (1.500 m). Ba chiếc chuyển vận hạm đã bị tuyên bố đánh chìm, trong đó có Kyokusei Maru chở 1.200 lính. Hai chiếc Teiyo Maru và Nojima bị thương. Ngoài ra phía Nhật còn mất thêm 8 chiến đấu cơ và 13 chiến đấu cơ bị thương.
Hai khu trục hạm Yukikaze và Asagumo đã cứu được 950 người trên tàu Kyokusei Maru, sau đó tách khỏi đội hình để đưa những người vừa cứu đến Lae. Ngày hôm sau, hai chiếc tàu này quay trở lại với nhiệm vụ hộ tống. Đoàn chuyển vận hạm bị tấn công lần nữa vào đêm ngày 2 tháng 3, bởi 11 chiếc B-17 làm một chuyển vận hạm bị thương nhẹ. Đêm hôm đó, những chiếc thủy phi cơ của Không quân Úc PBY Catalina làm nhiệm vụ theo dõi đoàn tàu.

### Đòn tấn công chính của Đồng Minh

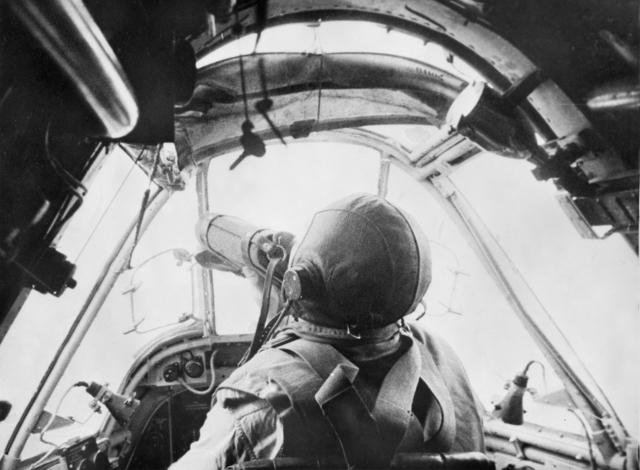
Phi công Trung úy Torchy Uren của Phi đoàn 30 Không quân Úc đang uống nước trong khoang lái chiếc Beaufighter của mình khi trận đánh còn đang diễn ra.

Ngày 3 tháng 3, đoàn chuyển vận hạm đã đi vào khu vực thuộc tầm hoạt động của Phi đoàn 100 Không quân Úc, căn cứ tại vịnh Milne, được trang bị 100 phi cơ phóng ngư lôi Bristol Beaufort. Do thời tiết xấu nên chỉ hai oanh tạc cơ phát hiện và tấn công đoàn tàu nhưng đều không trúng đích. Khi đoàn tàu đến bán đảo Huon, thời tiết trong xanh trở lại. 90 máy bay Đồng Minh xuất phát từ cảng Moresby bay đến mũi Ward Hunt, trong khi 22 chiếc A-20 Boston của Phi đoàn 22 Không quân Úc tấn công căn cứ không quân Nhật tại Lae để hạn chế sự yểm trợ đoàn tàu của các chiến đấu cơ Nhật. Các cuộc tấn công vào căn cứ này diễn ra trong suốt cả ngày.
Lúc 10 giờ sáng, 13 oanh tạc cơ B-17 ném bom đoàn tàu ở độ cao 7.000 feet, làm đoàn tàu bị phân tán và giảm khả năng tập trung hỏa lực phòng không. Các chiến đấu cơ Mitsubishi A6M Zero của Nhật và P-38 của Mỹ cũng lao vào cuộc chiến trên không. Một chiếc B-17 bị gãy đôi trên không trung và tổ lái buộc phải nhảy dù thoát ra. Trong khi những thành viên tổ lái còn đang bung dù lơ lửng hoặc vừa rơi xuống nước, họ trở thành mục tiêu cho các phi công Nhật xả súng máy vào. Năm chiến đấu cơ Nhật trong khi làm việc này đã bị bắn hạ, phía Mỹ cũng mất ba chiến đấu cơ Lightning. Các phi công chiến đấu cơ Đồng Minh tuyên bố hạ được 15 chiếc Zero và các xạ thủ trên B-17 tuyên bố hạ được 5 chiếc nữa. Trên thực tế, chỉ có bảy chiến đấu cơ Nhật bị phá hủy và ba chiếc bị thương. Oanh tạc cơ B-25 bay đến sau đó đã thả những quả bom nặng 500-pound từ độ cao 3.000 đến 6.000 feet, làm cho hai tàu Nhật trong lúc hoảng loạn đã va vào nhau. Cuộc tấn công của các phi cơ B-17 và B-25 khiến đoàn tàu Nhật bị phân tán và hỏa lực phòng không tập trung vào cao độ tầm trung, tạo ra sơ hở ở cao độ tầm thấp.

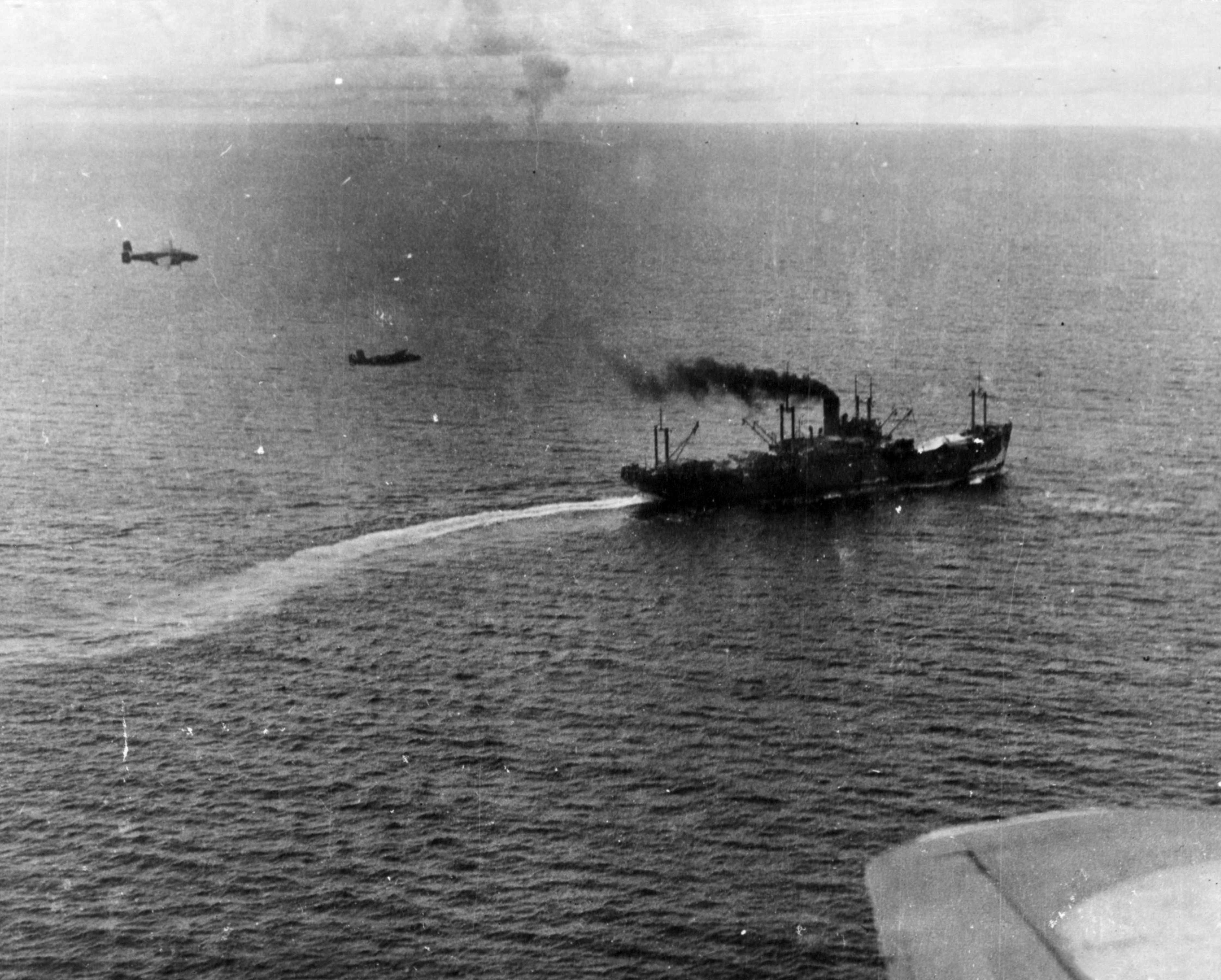
Máy bay Đồng Minh đang tấn công các tàu Nhật Bản ở cao độ thấp

13 chiếc Beaufighter thuộc Phi đoàn 30 Không quân Úc bay đến tấn công đoàn tàu ở cao độ thấp. Các thủy thủ Nhật nhận định sai lầm rằng những chiếc Beaufort chuẩn bị tấn công bằng ngư lôi nên cho đoàn tàu trở hướng đối mặt với những chiếc oanh tạc cơ trên, giảm thiểu khả năng bị trúng ngư lôi. Điều này giúp cho những chiếc Beaufighter dễ dàng tiêu diệt những ụ pháo phòng không, bắn phá đài chỉ huy của tàu và giết chết các thủy thủ bằng bốn khẩu pháo 20 mm (0.79 in) ở đầu mũi và sáu khẩu súng máy 7,7 mm (.303 in) ở cánh.[a] Ngay sau đó, bảy chiếc B-25 của Phi đoàn Oanh tạc cơ 38 bay đến ném bom ở độ cao khoảng 750 m (2.460 ft), trong khi sáu chiếc khác thuộc Phi đoàn 405 oanh tạc ở tầm cực thấp.
Khu trục hạm Shirayuki là nạn nhân đầu tiên của cuộc oanh tạc. Toàn bộ những người có mặt tại đài chỉ huy đều bị thương vong, trong đó Chuẩn đô đốc Kimura bị thương. Một quả bom trúng kho vũ khí làm phát nổ, phá huỷ đuôi tàu và chiếc tàu bắt đầu chìm xuống. Lệnh bỏ tàu được ban ra và thủy thủ đoàn chuyển sang chiếc Shikinami. Khu trục hạm Tokitsukaze cũng bị thương chí tử sau đợt bom. Thủy thủ đoàn của nó được chuyển sang chiếc Yukikaze. Trong khi đó, khu trục hạm Arashio sau khi trúng bom đã đâm vào chuyển vận hạm Nojima, khiến cả hai chiếc tàu bị tê liệt và buộc phải bỏ lại. Nojima sau đó đã bị máy bay đánh chìm.
14 chiếc B-25 trở về trong chiều hôm đó và tuyên bố đã ném bom trúng hoặc gần trúng 17 lần. Đến lúc này, 1/3 số chuyển vận hạm đã bị chìm hoặc đang chìm. Khi tất cả oanh tạc cơ Beaufighter và B-25 đều hết đạn, một số chiếc A-20 Havoc của Không quân Mỹ bắt đầu nhảy vào tấn công. Về phần các cuộc tấn công tầm cao, phi công những chiếc B-17 của Liên đoàn 43 tuyên bố ném trúng 5 lần. Đến buổi chiều, B-26 Không quân Mỹ và Boston Không quân Úc tiếp tục tấn công.
Garrett Middlebrook, phi công của một chiếc oanh tạc cơ B-25 miêu tả lại cuộc tấn công:
Các máy bay bay đến tấn công các tàu chở quân. Những gì tôi thấy giống như những cái que, dài khoảng một foot hay đại loại thế, hoặc những mảnh vụn văng ra khỏi boong tàu; chúng bay khắp nơi... quay tròn trên trời và sau đó rơi xuống nước. Sau đó tôi mới nhận ra đó chính là những con người, hàng trăm lính Nhật trên boong tàu bị thổi bay đi bởi hỏa lực súng máy. Họ xoay tít trong không khí như những cái que trong cơn gió lốc rồi sau đó rơi xuống nước.

### Trận đánh kết thúc
Cả bảy chuyển vận hạm đều bị trúng bom và hầu hết đều bị cháy hoặc chìm ở vị trí khoảng 100 km phía đông nam Finschhafen. Các khu trục hạm Shirayuki, Tokitsukaze và Arashio cũng chịu chung số phận. Bốn khu trục hạm Shikinami, Yukikaze, Uranami và Asagumo ra sức vớt những người còn sống sót càng nhiều càng tốt và rút lui về Rabaul, ngoài ra còn có khu trục hạm Hatsuyuki cũng từ Rabaul đến yểm trợ. Đêm đó, mười chiếc ngư lôi đỉnh của Hải quân Hoa Kỳ, do Thiếu tá Barry Atkins chỉ huy tiến tới tấn công. Hai chiếc không may va phải mảnh vỡ dưới biển, buộc phải chạy về. Tám chiếc còn lại hướng về phía Lae khi ngày 4 tháng 3 bắt đầu. Atkins nhìn thấy chiếc chuyển vận hạm Oigawa Maru đang cháy. Hai ngư lôi đỉnh PT-143 và PT-150 đã phóng ngư lôi vào chiếc tàu đã bị tê liệt này. Vào lúc sáng, khu trục hạm Asashio trở thành nạn nhân cuối cùng khi trúng một quả bom 500 lb (230 kg) từ một chiếc B-17 khi đang vớt người còn sống sót từ khu trục hạm Arashio.

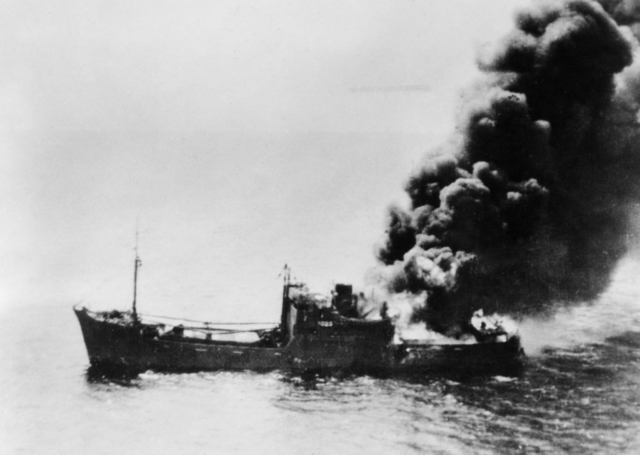
Tàu Nhật Kenbu Maru đang bị tấn công và bốc cháy.

2.700 lính Nhật sống sót đã được đưa về Rabaul bằng khu trục hạm, khoảng 1.000 người còn trôi dạt trên biển trên những xuồng cứu sinh hoặc khúc gỗ. Từ ngày 3 đến 5 tháng 3, các ngư lôi đỉnh và máy bay Đồng Minh đã tấn công những xuồng cứu sinh này và cả những lính Nhật đang nổi lềnh bềnh trên mặt biển. Điều này sau đó được bào chữa là nếu để những lính Nhật này sống sót, họ sẽ mau chóng quay lại chiến đấu cũng như để trả đũa hành động tương tự mà các chiến đấu cơ Nhật đã làm với phi hành đoàn chiếc oanh tạc cơ B-17 bị bắn rơi. Trong khi một số phi công Đồng Minh chấp nhận điều này là cần thiết, một số tỏ ra vô cùng kinh tởm. Ngày 6 tháng 3, hai tàu ngầm Nhật I-17 và I-26 cứu sống thêm 170 người. Hai ngày sau, I-26 phát hiện và cứu sống 54 người nữa, sau đó đưa họ đến Lae. Hàng trăm người tự bơi hoặc bị trôi dạt vào các hòn đảo xung quanh. Một nhóm 18 lính Nhật trôi đến Kiriwina thì bị bắt giữ bởi chiếc ngư lôi đỉnh PT-114. Một số đến được Guadalcanal nhưng bị lính Mỹ tuần tra giết chết.
Ngày 4 tháng 3, quân Nhật cho tiến hành cuộc không kích trả đũa vào sân bay Buna, nơi mà quân Đồng Minh tái chiếm vào tháng 1 nhưng không gây nhiều thiệt hại. Tướng Kenney trong hồi ký của mình đã gọi cuộc tấn công này là "mất bò mới lo làm chuồng" và thể hiện sự ngu ngốc của các sĩ quan chỉ huy không quân Nhật vì đáng lẽ số máy bay này đã phải được huy động để bảo vệ đoàn tàu vào ngày 3 tháng 3.
Trên đảo Goodenough, lính Úc tuần tra thuộc Tiểu đoàn Bộ binh 47, đã phát hiện và giết chết 72 lính Nhật, bắt giữ 42 người và tìm thấy chín xác chết trên một chiếc xuồng cứu sinh từ ngày 8 đến 14 tháng 3 năm 1943. Một cuộc tuần tra giết chết 8 lính Nhật lên bờ bằng hai xuồng đáy phẳng, đã phát hiện một số tài liệu mật. Các tài liệu này sau khi được dịch ra đã cho thấy đây là danh sách thuộc về Lục quân Nhật, trong đó có tên và chức vụ tất cả sĩ quan Lục quân Nhật. Điều này giúp cho Đồng Minh nắm được mệnh lệnh chiến đấu của quân Nhật, trong đó có những đơn vị mà trước đó chưa hề được biết đến. Bất kì một sĩ quan Nhật nào xuất hiện, Đồng Minh từ đó sẽ truy ra được đơn vị dưới quyền của ông ta. Tài liệu này giúp cho các cơ quan tình báo Đồng Minh nắm được mọi tình hình mọi đơn vị Nhật tham chiến trên các mặt trận.

## Kết quả

### Thiệt hại của đôi bên
Trận đánh biển Bismarck là một thảm họa đối với quân Nhật. Tất cả các tàu chở quân bị đánh chìm cùng với bốn khu trục hạm. Trong số 6.900 lính Nhật cần được đưa đến New Guinea, chỉ có 1.200 người đến được Lae. 2.700 người được các tàu ngầm và khu trục hạm cứu sống và đưa về lại Rabaul. Khoảng 2.890 lính và thủy thủ Nhật đã chết. Phía Đồng Minh mất 13 phi công, trong đó 10 người chết trong chiến đấu và ba người còn lại do tai nạn. Ngoài ra còn 8 trường hợp bị thương. Thiệt hại về máy bay bao gồm một chiếc B-17 và ba chiếc P-38, một chiếc B-25 và một chiếc Beaufighter do tai nạn. Tướng MacArthur đã có sự tính toán sai và đưa ra thông báo ngày 7 tháng 3 đã đánh chìm được 22 tàu Nhật, bao gồm 12 chuyển vận hạm, ba tuần dương hạm và bảy khu trục hạm, tiêu diệt được 12.792 lính Nhật. Tuy nhiên Bộ tổng hành dinh Không quân Hoa Kỳ tại Washington, D.C. kết luận con số chính xác chỉ có 16 tàu Nhật. Bất chấp điều đó, tổng hành dinh Mặt trận Tây Nam Thái Bình Dương vẫn giữ nguyên số liệu cũ. Sau chiến tranh, Kenney vẫn giữ nguyên tuyên bố của mình về thiệt hại của quân Nhật.
Không quân Đồng Minh đã sử dụng số lượng đạn lên đến 233.847 viên và ném tổng cộng 216 quả bom 500-pound và 253 quả bom 1.000 pound. Các phi công Đồng Minh tuyên bố đã đánh trúng 19 và gần trúng đích 42 quả bom 500-pound, đánh trúng 59 và gần trúng đích 39 quả bom 1.000 pound. 48/135 bom được ném ở tầm thấp trúng đích, đạt tỉ lệ 35%. Con số này đối với tầm trung chỉ là 7,5% (29/387). Những con số này là cực kì ấn tượng so với con số trúng đích vỏn vẹn 3% vào tháng 8 và tháng 9 năm 1942. Những cuộc oanh tạc tầm cao và tầm trung không gây được nhiều thiệt hại nhưng nó làm đoàn tàu bị phân tán, hỏa lực phòng không bị giảm sút, ngoài ra còn tạo điều kiện cho những chiếc Beaufighter tiêu diệt hệ thống phòng không của những con tàu. Các máy bay tấn công từ nhiều hướng khiến cho quân Nhật rối trí và choáng ngợp, dẫn đến thiệt hại thấp hơn cho các máy bay tấn công nhưng lại chính xác hơn trong việc ném bom. Kết quả của trận đánh này xác nhận sự kết hợp "chết người" giữa ném bom tầm cực thấp và máy bay lao vào tấn công từ nhiều hướng. Trong khi đó, người Nhật ước tính đã có khoảng 29 quả bom trúng mục tiêu trong suốt trận đánh.[b]

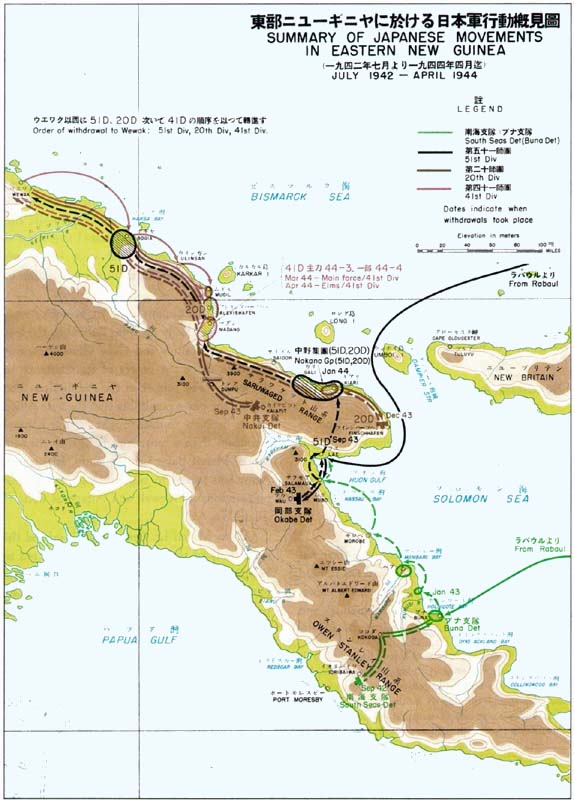
Bản đồ thể hiện hướng di chuyển của quân Nhật tại đông New Guinea, 1942–1944.

Một sĩ quan tham mưu tại Rabaul, Okumiya Masatake, nói về thất bại này, "Thất bại của chúng tôi trong trận đánh này phải nói là không thể tệ hơn. Nó như một đòn choáng váng thứ hai sau thất bại của những trận đánh đẫm máu tại Guadalcanal. Từ bây giờ, chúng tôi không còn có thể đưa tàu chở hàng hay thậm chí cả các khu trục hạm đến bất kì một mặt trận nào phía bắc bờ biển New Guinea, đông Wewak." Về nguyên nhân thất bại, Chuẩn Đô đốc Takama Kan giải thích "Cuộc hành quân chuyển vận được thi hành với tất cả sự thận trọng đúng mức, nhưng sự bao che của không quân hoàn toàn khiếm khuyết... Một điều chắc chắn đưa đến thảm bại: Lục quân không cung cấp cây dù không quân thích đáng cho đoàn tàu chuyển vận trên biển Bismarck."

### Các sự kiện tiếp theo
Thất bại này là một đòn chí tử đối với quân Nhật về mặt chiến lược. Tham mưu trưởng của tướng Imamura đã bay đến Tổng hành dinh Lục quân để báo cáo về thảm họa này. Việc vận chuyển quân đến Lae từ đó đã được quyết định không được thực hiện nữa. Tổn thất này cũng tạo ra sự quan ngại lớn về độ an toàn tuyến đường Lae và Rabaul. Nó cũng giúp cho Lục quân Nhật có được dẫn chứng để kết luận sự có mặt của quân Đồng Minh ở New Guinea là vô cùng nguy hiểm. Tại cuộc họp ngày 25 tháng 3, giới lãnh đạo lục quân và hải quân Nhật đã quyết định giành ưu tiên số một cho New Guinea tại mặt trận Tây Nam Thái Bình Dương, thay cho quần đảo Solomon. Quân đoàn 17 được phân phối thêm tiếp liệu, quân nhu và đơn vị phòng không, sau đó đưa đến Wewak hoặc vịnh Hansa.
Kế hoạch điều động Sư đoàn 20 đến Madang cũng đã phải sửa đổi sau thảm họa tại biển Bismarck. Cuộc chuyển quân phải dời lại hai ngày và địa điểm dời từ Madang đến vịnh Hansa, xa hơn về phía tây. Để tránh không quân Đồng Minh tấn công, người Nhật ra tay trước bằng cách cho oanh tạc các phi trường Đồng Minh ở Wau ngày 9 tháng 3 và ở Dobodura hai ngày sau đó. Ba máy bay Đồng Minh bị phá hủy trên mặt đất và một chiếc P-40 bị bắn hạ, trong khi các chiến đấu cơ Đồng Minh tuyên bố bắn hạ được chín máy bay Nhật. Cuộc chuyển quân thành công tốt đẹp khi đoàn chuyển vận hạm đến vịnh Hansa mà không bị gì vào ngày 12 tháng 3, lính Nhật từ đó di chuyển bằng đường bộ đến Madang hoặc bằng xà lan. Nhiệm vụ sau đó của Sư đoàn 20 là xây dựng một con đường từ Madang đến Lae xuyên qua Ramu và thung lũng Markham. Công việc diễn ra một cách khó nhọc trong nhiều tháng sau đó nhưng đã không bao giờ thành công do thời tiết khắc nghiệt của New Guinea và địa hình gồ ghề, lởm chởm của dãy núi Finisterre.
Một số tàu ngầm đã cố gắng đưa được hàng tiếp liệu đến Lae nhưng số hàng tiếp liệu này không đủ để cung cấp cho số lính Nhật tại đây. Một cuộc chuyển quân được thực hiện vào ngày 29 tháng 3 khi bốn khu trục hạm đã đưa thành công 800 lính Nhật đến Finschhafen, nhưng mối đe dọa từ các máy bay Đồng Minh buộc người Nhật phải thay đổi tuyến đường dọc bờ biển New Guinea từ Madang đến Finschhafen, và cả con đường dọc bờ biển phía nam và bắc New Britain đến Finschhafen, sau đó sử dụng các xuồng đổ bộ đến Lae. Đến tháng 5, phần còn lại của Sư đoàn 51 đã đến Lae. Những cuộc chuyển quân và tiếp liệu trong điều kiện vô cùng khó khăn này đã khiến quân Nhật rất khó ngăn được bước tiến của Đồng Minh trong tương lai. Sau chiến tranh, các sĩ quan Nhật tại Rabaul ước tính khoảng 20.000 lính Nhật đã bỏ mạng trên tuyến đường vận chuyển đến New Guinea từ Rabaul, nguyên nhân cơ bản cho thất bại chung cuộc của Nhật Bản trong toàn chiến dịch New Guinea.
Ngày 7 tháng 4, Hạm đội Liên hợp đã tiến hành Chiến dịch I-Go nhằm đánh phá các lực lượng không quân và hải quân Đồng Minh tập trung tại New Guinea và quần đảo Solomon, tạo điều kiện cho lục quân Nhật phản công tại New Guinea. Chiến dịch này đã không thành công như mong đợi và bao phủ bởi báo cáo sai sự thật. Đô đốc Isoroku Yamamoto không lâu sau đó đã trở thành nạn nhân của Không quân Đồng Minh tại quần đảo Solomon khi chiếc máy bay chở ông bị bắn rơi.

### Trích dẫn
1. 1 2  Gillison 1962, tr. 695
2. 1 2  Gillison 1962, tr. 696
3. ↑  Murray & Millett 2001, tr. 196
4. ↑  Hayashi 1959, tr. 64–66
5. ↑  Lê Vinh Quốc & Huỳnh Văn Tòng 2000, tr. 7
6. ↑  Morison 1958, tr. 12
7. 1 2  Lê Vinh Quốc & Huỳnh Văn Tòng 2000, tr. 8
8. ↑  "Factsheets: Mitsubishi A6M2 Zero". National Museum of the USAF. Truy cập ngày 27 tháng 8 năm 2013.
9. 1 2 3  Tanaka 1980, tr. 48
10. ↑  Willoughby 1966, tr. 188–190
11. ↑  Willoughby 1966, tr. 193
12. ↑  Watson 1950, tr. 136
13. ↑  Gillison 1962, tr. 674–675
14. ↑  Willoughby 1966, tr. 190–193
15. ↑  Tanaka 1980, tr. 49
16. ↑  Drea 1992, tr. 67
17. ↑  Hata, Izawa & Shores 2011, tr. 49–50
18. ↑  Drea 1992, tr. 68–69
19. 1 2 3  Kreis 1996, tr. 265
20. ↑  Watson 1950a, tr. 99
21. ↑  Odgers 1957, tr. 23–24
22. ↑  Kenney 1949, tr. 198–201
23. ↑  Rodman 2005, tr. 14
24. ↑  Rodman 2005, tr. 24
25. 1 2 3 4 5 6 7  Spinetta, Lawrence (2007). "Battle of the Bismarck Sea". World War II. ISSN 0898-4204. Truy cập ngày 2 tháng 8 năm 2013.
26. ↑  McAulay 1991, tr. 19–20
27. ↑  Kenney 1949, tr. 76–77
28. ↑  Kenney 1949, tr. 144
29. ↑  Rodman 2005, tr. 40–42
30. ↑  Kenney 1949, tr. 161–162
31. ↑  Rodman 2005, tr. 43–44
32. ↑  McAulay 2008, tr. 90
33. ↑  Griffith 1998, tr. 82.
34. 1 2  Tameichi Hara Yamamoto 1974, tr. 62
35. ↑  Rodman 2005, tr. 68
36. ↑  Rodman 2005, tr. 41
37. ↑  McAulay 1991, tr. 20
38. 1 2 3  Watson 1946, tr. 6–8
39. ↑  McAulay 1991, tr. 26–27
40. ↑  Gillison 1962, tr. 139–140, 631–633
41. 1 2  Morison 1950, tr. 55
42. ↑  Yoshihara 1955
43. 1 2  Gamble 2010, tr. 303
44. ↑  McAulay 1991, tr. 178–179
45. ↑  McAulay 1991, tr. 39
46. ↑  Morison 1950, tr. 56
47. ↑  Watson 1950, tr. 142
48. 1 2  Gillison 1962, tr. 691
49. 1 2  Morison 1950, tr. 58
50. 1 2  Gamble 2010, tr. 313
51. 1 2 3 4 5  Gillison 1962, tr. 692–693
52. 1 2 3  Watson 1950, tr. 144–145
53. 1 2 3 4  Gillison 1962, tr. 697
54. ↑  Gillison 1962, tr. 693–694
55. 1 2  Bergerud 2000, tr. 592
56. ↑  Morison 1950, tr. 61
57. ↑  Gillison 1962, tr. 694–695
58. ↑  Johnston 2011, tr. 276
59. ↑  Morison 1950, tr. 62
60. ↑  Dexter 1961, tr. 10
61. ↑  Drea 1992, tr. 73–74
62. ↑  Tanaka 1980, tr. 50
63. ↑  Watson 1950, tr. 147–148
64. ↑  Kenney 1949, tr. 205–206
65. 1 2  Rodman 2005, tr. 69–71
66. ↑  McAulay 2008, tr. 240
67. ↑  Hata, Izawa & Shores 2011, tr. 49
68. ↑  Tameichi Hara Yamamoto 1974, tr. 61
69. ↑  Morison 1950, tr. 62–63
70. 1 2  Lê Vinh Quốc & Huỳnh Văn Tòng 2000, tr. 9
71. ↑  Drea 1992, tr. 72
72. 1 2 3 4  Tanaka 1980, tr. 50–53
73. ↑  Watson 1950, tr. 159
74. ↑  Bergerud 2000, tr. 592, 598
75. ↑  Morison 1950, tr. 127–129
76. ↑  McAulay 1991, tr. 64–65